# Cantone di Haroué
Il Cantone di Haroué era una divisione amministrativa dell'arrondissement di Nancy.
È stato soppresso a seguito della riforma complessiva dei cantoni del 2014, che è entrata in vigore con le elezioni dipartimentali del 2015.
Comprendeva i comuni di:
- Affracourt
- Bainville-aux-Miroirs
- Benney
- Bouzanville
- Bralleville
- Ceintrey
- Crantenoy
- Crévéchamps
- Diarville
- Gerbécourt-et-Haplemont
- Germonville
- Gripport
- Haroué
- Housséville
- Jevoncourt
- Laneuveville-devant-Bayon
- Lebeuville
- Lemainville
- Leménil-Mitry
- Mangonville
- Neuviller-sur-Moselle
- Ormes-et-Ville
- Roville-devant-Bayon
- Saint-Firmin
- Saint-Remimont
- Tantonville
- Vaudeville
- Vaudigny
- Voinémont
- Xirocourt